# Manuel Jaén Palacios
Manuel Jaén Palacios (Villagordo, Jaén, 29 de gener de 1947) és un polític del Partit Popular balear resident a Menorca. És funcionari, està casat i té sis fills. És llicenciat en Física i Ciències de l'Educació.

## Trajectòria política
- Consell Insular de Menorca
  - Legislatura 1983-1987: Conseller
  - Legislatura 1987-1991: Conseller
  - Legislatura 1991-1991: Conseller
  - Legislatura 18 de setembre de 1991-1995: Vicepresident i portaveu, després de la moció de censura del PP.
  - Legislatura 1995-1999: Conseller
  - Legislatura 1999-2003: Conseller fins al 17 de setembre de 1999, quan renuncia i el substitueix Antoni Juaneda Cabrisas, que també renuncia i és substituït per Manuel José Monerris

- Parlament de les Illes Balears
  - Segona Legislatura (1987-1991): Portaveu
  - Tercera Legislatura (1991-1995): Portaveu
  - Quarta Legislatura (1995-1999): Diputat

- Senat
  - Cinquena Legislatura (1993-1996): del 6 de juliol de 1995 al 9 de gener de 1996
  - Sisena Legislatura (1996-2000): del 27 de març de 1996 a l'1 d'agost de 1999[1]